# Wolven (televisieserie)
Wolven is een Vlaamse televisieserie die van 2012 tot 2013 liep op Eén. Centraal in het verhaal staat de antifraudedienst van de Federale Gerechtelijke Politie van België. De reeks biedt een vervolg op de speelfilm Wolf, die in 2010 in de bioscoop verscheen.

## Rolverdeling

### Hoofdrollen
| Acteur             | Personage         | Functie          | Afleveringen |
| ------------------ | ----------------- | ---------------- | ------------ |
| Axel Daeseleire    | Thomas Verhaeghe  | Commissaris      | Afl. 1-13    |
| Lotte Pinoy        | Lena Beckers      | Hoofdinspecteur  | Afl. 1-13    |
| Gene Bervoets      | Steven Perseyn    | Hoofdcommissaris | Afl. 1-13    |
| Simone Milsdochter | Iris De Witte     | Commissaris      | Afl. 1-13    |
| Maarten Goffin     | Tarik Ibdalkassem | Inspecteur       | Afl. 1-5     |
| Maarten Mertens    | Joris Rinckhout   | Inspecteur       | Afl. 6-13    |
| Pieter Embrechts   | Douglas Martell   | Crimineel        | Afl. 1-13    |

### Bijrollen
- Sandrine André: Eva Verhaege
- Ryszard Turbiasz: Arveladze
- Enrico Vanroose: Ruben Verhaege
- Marie Vinck: Sofía Belén
- Chris Thys: Magda
- Wim Willaert: Paul Weckx
- Carry Goossens: Karel De Schepper
- Rikkert Van Dijck: Guy Merckx
- Kristien Pottie: Cathérine
- Geert Willems: Gevangenisdokter
- Begir Memeti: Terrorist
- Allan Dalya: Terrorist
- Dyllan Dalya: Terrorist
- Jakob Beks: Robert Luyten
- Martin Schwab: Bradley
- Bieke Ilegems: Francesca
- Peter Bastiaensen: Bart Segers
- Hilde Heijnen: Patty Walcott
- Jef Ravelinghien: Manu
- Peter Thyssen: Peter Bergman
- Isabelle Van Hecke: Ilona Muller
- Patrick Vandersande: Wally Donckers
- Wim Van de Velde: Willem Lenaerts
- Ivan Pecnik: Kris Fontein
- Steve Aernouts: Harry Fontein
- David Davidse: Ismael Tamuz
- Darya Gantura: Andrea Gorskaya
- Antoine Van der Auwera: Glenn Depretere
- Muriel Bats: Samina Makris
- Chris Bus: Tania De Donder
- Marc Coessens: Bert Akkermans
- Katrien De Becker: Ann Geuens
- Tania Kloek: Griet Segers
- Willy De Greef: Lander Quisenaerts
- Marieke Dilles: Vanessa Walraevens
- Jos Dom: Berre
- Ina Geerts: Rosie De Graeve
- Eric Kerremans: Dirk Vermeulen
- Bob Selderslaghs: Pieter Vaessen
- Machteld Timmermans: Lydia
- Wouter Van Lierde: Danny Bigot
- Luc Verhoeven: Wetsdokter
- Geert Hunaerts: Hans Scheurwege
- Joy Thielemans: Lizzie
- Benjamin Van Tourhout: Andy Rieder
- Vic De Wachter: Baron de Coeberghe
- Dirk Van Dijck: Patrick Rinckhout
- Sven De Ridder: Gerry Faes
- Peter Van Den Eede: Frederik
- Stefan Perceval: John Werbrouck
- Patricia Goemaere: Mira Sels

## Afleveringen
| #  | Titel Aflevering          | Originele uitzenddatum | Origineel aantal kijkers      | Origineel aantal kijkers        | Gastacteurs |
| #  | Titel Aflevering          | Originele uitzenddatum | Live                          | Incl. 6 dagen uitgesteld kijken | Gastacteurs |
| -- | ------------------------- | ---------------------- | ----------------------------- | ------------------------------- | --- |
| 1  | De jacht is open          | 4 december 2012        | 938.658 (35,64% marktaandeel) | 1.230.304                       | Sandrine André, Ryszard Turbiasz, Antoine Van der Auwera, Jakob Beks, Steve Aernouts en anderen                                              |
| 2  | Roodkapje                 | 11 december 2012       | 914.862 (34,69% marktaandeel) | 1.095.436                       | Sandrine André, Bieke Ilegems, Ryszard Turbiasz, Darya Gantura en anderen                                                                    |
| 3  | De wolf en het lam        | 18 december 2012       | 879.392 (35,09% marktaandeel) | 1.044.542                       | Sandrine André, Jakob Beks, Antoine Van der Auwera, David Davidse, Ivan Pecnik en anderen                                                    |
| 4  | Villa Grimaldi            | 25 december 2012       | 615.217 (26,11% marktaandeel) | 854.119                         | Martin Schwab, Eric Kerremans, Jakob Beks en anderen                                                                                         |
| 5  | Ik zag twee beren         | 8 januari 2013         | 821.375 (32,80% marktaandeel) | 1.101.905                       | Martin Schwab, Eric Kerremans, Hilde Heijnen, Isabelle Van Hecke, Peter Thyssen, Machteld Timmermans en anderen                              |
| 6  | Honger als een wolf       | 15 januari 2013        | 840.248 (33,04% marktaandeel) | 1.065.350                       | Jos Dom, Hilde Heijnen, Martin Schwab, Isabelle Van Hecke, Peter Thyssen, Marc Coessens en anderen                                           |
| 7  | De prins van 1001 nacht   | 22 januari 2013        | 871.656 (33,24% marktaandeel) | 1.096.611                       | Marieke Dilles, Peter Bastiaensen, Muriel Bats en anderen                                                                                    |
| 8  | De prinses uit het oosten | 29 januari 2013        | 952.000 (37,35% marktaandeel) | 1.142.639                       | Marieke Dilles, Peter Bastiaensen, Katrien De Becker, Tania Kloek, Muriel Bats en anderen                                                    |
| 9  | Grietje                   | 5 februari 2013        | 869.113 (35,40% marktaandeel) | 1.084.966                       | Tania Kloek, Peter Bastiaensen, Geert Hunaerts, Joy Thielemans en anderen                                                                    |
| 10 | Wolfpack 88               | 12 februari 2013       | 853.910 (33,62% marktaandeel) | 1.063.084                       | Vic De Wachter, Benjamin Van Tourhout, Joy Thielemans, Dirk Van Dijck, Sven De Ridder, Geert Hunaerts, Peter Van den Eede en anderen         |
| 11 | Alonso                    | 19 februari 2013       | 889.288 (35,51% marktaandeel) | 1.172.684                       | Vic De Wachter, Dirk Van Dijck, Peter Van Den Eede, Stefan Perceval, Geert Hunaerts, Frank Van Erum en anderen                               |
| 12 | De grote wolf             | 26 februari 2013       | 974.239 (38,70% marktaandeel) | 1.164.386                       | Vic De Wachter, Stefan Perceval, Patricia Goemaere, David Davidse, Isabelle Van Hecke, Patrick Vandersande, Benjamin Van Tourhout en anderen |
| 13 | Als de wolven huilen      | 5 maart 2013           | 902.296 (36,22% marktaandeel) | 1.178.107                       | Katrien De Becker, Bieke Ilegems, Benjamin Van Tourhout en anderen                                                                           |

## Langspeelfilm
Op 24 maart 2010, ruim 2,5 jaar voordat de televisieserie Wolven werd uitgezonden, verscheen onder de titel Wolf een pilot in speelfilmvorm. De film werd overwegend slecht onthaald door publiek en recensenten. Het merendeel van de filmscènes is later gebruikt om de eerste twee afleveringen van de televisieserie in te vullen. De overige afleveringen vormen hierop een rechtstreeks vervolg, in dezelfde omgeving en met dezelfde personages.

## Varia
- De opnamen van de serie liepen van april 2009 tot en met december 2009 en vonden voornamelijk plaats in de stad Antwerpen en op het eiland Curaçao.
- De slogan van de serie luidt: Een mens is een wolf voor een ander.
- Wolven was na Witse de tweede fictiereeks die in heruitzending met audiodescriptie werd aangeboden voor slechtzienden en blinden.
- Axel Daeseleire kwam tijdens het opnemen van een nachtelijke scene ernstig ten val. Hij liep daarbij een schouderluxatie op en was verschillende weken buiten strijd.
- Guido Eekhaut schreef drie romans rond de serie. Het eerste en het laatste boek (respectievelijk "Arveladze" en "Jalena") zijn originele verhalen, terwijl het middelste deel ("Douglas") gebaseerd is op de serie zelf. De boeken zijn verschenen bij Uitgeverij Manteau.